# Еребус (планина)
Планина Еребус (енгл. Mount Erebus) на Антарктику је најјужнији активни вулкан на Земљи. Висок је 3.794 m (12.448 стопа) и налази се на Росовом острву које је такође дом и трима неактивним вулканима, пре свега планини Терор.
Вулкан је непрекидно активан од 1972. године и место је где се налази Еребушка вулканска опсерваторија Новомексичког института за рударство и технологију. У кратеру се налази једно од неколико преосталих језера лаве у свету.
Планину Еребус је 1841. године открио поларни истраживач Џејмс Кларк Рос (енгл. James Clark Ross). Росови бродови су се звали Еребус и Терор (ове бродове је такође користио и Џон Френклин (енгл. John Franklin)) на трагичном путу у потрази за Северозападним пролазом). Еребус су први пут освојили чланови групе Ернеста Шеклтона (енгл. Ernest Shackleton) 1908. године. И бродови и вулкани су именовани по Еребусу, примордијалном грчком богу, сину Хаоса.

## Авионска несрећа
На планину Ербус пао је фебруара 1979. авион Макдонел Даглас DC-10-30 компаније Ер Њу Зиланд, који је превозио путнике на линији од Окландског међународног аеродрома на Новом Зеланду до Антарктика. Погинуло је 
257 путника и чланова посаде.

## Геологија
Планина Еребус је најјужнији активни вулкан на Земљи. Он представља тренутни еруптивни центар жаришта Еребус. На његовом врху налази конвективно фонолитско језеро лаве, једно од пет дуготрајних језера лаве на Земљи. Карактеристична еруптивна активност представљена је ерупцијама стромболског типа, из језера лаве или из једног од неколико секундарних отвора, све у оквиру унутрашњег кратера вулкана. Вулкан је научно значајан по томе што његова релативно ниска и необично истрајна еруптивна активност омогућава дуготрајно вулканолошко проучавање Стромболског еруптивног система са мале удаљености (стотинама метара) од његових активних отвора, што је карактеристика заједничка за само неколико вулкана на Земљи, као што је Стромболи у Италији. Научно проучавање вулкана такође је олакшано близином станице МекМердо (САД) и базе Скот (Нови Зеланд), смештених на истом острву удаљеном око 35 km.
Током 2005. примећене су мале ерупције пепела и мале ерупције лаве, које су долазиле из вентила близу језера лаве. Доња половина вулкана је штит а горња је стратокон (слично вулкану Етна).
Планина Еребус (3794 метара изнад нивоа мора) се класификује као полигенетичка старовулканска планина. Композиција текуће еруптивне активности на овој планини је анортокласни-порфирички тефритички фенолит и фенолит, који чине масу лаве из вулкана. Најстарији производ ерупције са Еребуса састоји се од релативно неиздифиренциране и невискозне басанитске лаве, док се може наћи и нешто млађи басанитска и фонотефритска лава.